# Octospinifer variabilis
Octospinifer variabilis är en hakmaskart som först beskrevs av Deising 1851.  Octospinifer variabilis ingår i släktet Octospinifer och familjen Neoechinorhynchidae. Inga underarter finns listade i Catalogue of Life.